# Gerhard Arend Zelle
Gerhard Arend Zelle (även Gerhardt Arendt Zelle), född omkring 1710, död 1761 i Vilnius, Polen-Litauen, var en tysk orgelbyggare i Vilnius.

## Biografi
Gerhard Arend Zelle arbetade senast från 1732 för Georg Sigismund Caspari i Königsberg. Han byggde samma år en orgel i Neidenburg.  Under de följande åren var han Casparis viktigaste medarbetare (förman).
Zelle gifte sig 1737 i Vilnius med Elisabeth Gross och byggde samma år ett positivt till Lutherska kyrkan i staden. År 1738 fick han medborgarskap i Vilnius. 1741 ansökte han om att bygga en orgel i Soldau, då det fortfarande fanns ett avtal med den nyligen avlidna Caspari, men Adam Gottlob Casparini fick utföra arbetet som den privilegierade orgelbyggaren för Hertigdömet Preussen. Från 1742 till 1750 arbetade Johann Christoph Ungefug med honom. 1752 arbetade  Friedrich Joachim Scholl (Scheel) och Nicolaus Jentzen (Jantzon) med honom i Lutherska kyrkan i Vilnius. Jentzen gifte sig 1753 med Zelles dotter Anna Elisabeth och efterträdde honom efter hans död 1761.

## Orgelverk (urval)
Nya orgelverk av Gerhard Arend Zelle i Vilnius. Ingen av orgelverken finns idag bevarade.
- 1732 – Katolska kyrkan i Neidenburg. För Caspari, som hade fått det officiella uppdraget
- 1737 – Lutherska kyrkan i Vilnius, positiv
- Omkring 1740 – Sankta Katharina i Vilnius.
- Omkring 1740 – Sankta Casimir i Vilnius.
- Före 1741 – Helge Andskyrkan i Vilnius.
- 1751–1753 – Lutherska kyrkan i Vilnius. Tillsammans med Friedrich Joachim Scholl och Nicolaus Jentzen. Orgeln förstördes 1944 och återuppbyggdes 1995 som ett prospekt enligt en historisk modell av Rimantas Gučas.[2][3]
- 1763 – Sankt Philip och Sankt Jacobus i Vilnius.